# Melvyn Jones
Melvyn Jones (Stourbridge, 26 de enero de 1964) es un deportista británico que compitió en piragüismo en la modalidad de eslalon. Ganó tres medallas en el Campeonato Mundial de Piragüismo en Eslalon, oro en 1987 y oro y bronce en 1993.

## Palmarés internacional
| Campeonato Mundial | Campeonato Mundial            | Campeonato Mundial | Campeonato Mundial |
| Año                | Lugar                         | Medalla            | Competición        |
| ------------------ | ----------------------------- | ------------------ | ------------------ |
| 1987               | Bourg-Saint-Maurice (Francia) | Medalla de oro     | K1 por equipos     |
| 1993               | Mezzana (Italia)              | Medalla de oro     | K1 por equipos     |
| 1993               | Mezzana (Italia)              | Medalla de bronce  | K1 individual      |